# Glenn Strömberg
Glenn Peter Strömberg, född 5 januari 1960 i Brämaregården på Hisingen, Göteborg, är en svensk tidigare fotbollsspelare (mittfältare). Han spelade 52 landskamper för Sverige och spelade på elitnivå 1979–1992 i IFK Göteborg, Benfica och Atalanta. Han är numera expertkommentator på Viaplay.

## Biografi
Glenn Strömberg växte först upp i Göteborg men i Lerkil från sex års ålder. Familjen flyttade till Vallda 1968 och Strömberg började då spela bordtennis i Lerkils IF. Strömberg hade en framgångsrik karriär som bordtennisspelare i Lerkils IF (Kungsbacka kommun) under 1970-talet. Han kvalificerade till högsta serien med Lerkil som 14-åring. Han har vunnit mängder med distriktsmästerskap i sitt hemlän Halland.
Han spelade samtidigt fotboll och avancerade till pojklandslaget (40-mannatrupp) samt Hallands juniorlag. 1977 följde övergången till IFK Göteborg. Pengar som Lerkil senare fick i samband med övergången till Benfica bidrog till att rädda klubbens ekonomi samt låg till grund för en fond. Han gick ut gymnasiet med snittbetyget 4,53 av 5.
Glenn Strömberg är dotterson till boxaren Gunnar Andersson.

### Klubbkarriär
Glenn Strömberg var en stor talang och kom snabbt in i IFK Göteborgs A-lag och blev en pådrivare. Han debuterade 16 april 1979 mot Kalmar FF och gjorde ett mål i debuten. Ett omdöme han fick efter debuten var "Glennsande". Strömberg slog under 1980-talet igenom i IFK Göteborg under Sven-Göran Erikssons ledning. Med IFK Göteborg blev Strömberg svensk mästare 1982 efter finalseger över Hammarby. Tidigare samma år vann klubben, som första svenska lag någonsin, Uefacupen efter finalseger mot västtyska Hamburger SV. 
Den 10 januari 1983 lämnade Strömberg Blåvitt och fortsatte karriären i det portugisiska Benfica, där Sven-Göran Eriksson var tränare. Där var de båda svenskarna med att ta Benfica till ligaguld både 1983 och 1984. Strömberg uppgav i en intervju för SVT att han aldrig trivdes riktigt i Portugal bland annat eftersom han uppfattade språket som mycket svårt att förstå.
Den 7 juli 1984 fortsatte Strömberg karriären i italienska Atalanta. I Atalanta blev Strömberg snabbt en av de ledande spelarna och vida populär i hela Bergamo. Det blev åtta säsonger i Atalanta, de fyra sista säsongerna var den svenska stjärnan lagkapten.   
Strömberg tilldelades Guldbollen 1985 efter vad Aftonbladet beskrivit som en lysande säsong och tidningen lyfte även fram hans passningsspel och löpförmåga. Atalanta åkte ner i Serie B 1987, men lyckades ändå att kvalificera sig till Cupvinnarcupen säsongen därpå, eftersom de spelat final i Coppa Italia mot mästarna Napoli. Atalanta lyckades med att gå ända fram till semifinal, men blev utslagna av KV Mechelen.Säsongen efter hade Strömberg hjälpt Atalanta tillbaka till Serie A. Efter VM 1990 var Strömberg skadad ett halvår, men fick säsongen 1991/92 chansen att spela libero i Atalanta, vilket han som lagkapten gjorde framgångsrikt. Han blev erbjuden ett nytt treårskontrakt men valde istället att avsluta karriären. Strömbergs sista match blev 24 maj 1992 borta mot Inter.
Strömberg är 192 cm lång, vilket var ovanligt långt för en mittfältare på den tiden.

### Landslagskarriär
Strömberg gjorde sin första landskamp mot Sovjet 3 juni 1982 på Råsunda, och han startade i sex av de åtta matcherna i kvalspelet till Europamästerskapet i fotboll 1984. Den 29 maj 1983 gjorde Strömberg ett av målen när Sverige på Ullevi slog Italien med 2–0. I returen i Neapel 15 oktober 1983 var succén ännu större. Han gjorde två av målen när Sverige sensationellt slog de regerande världsmästarna Italien med 3–0. Men två förluster mot Rumänien gjorde att Sverige missade Europamästerskapet 1984.
I VM-kvalet mot Tjeckoslovakien den 5 juni 1985 gjorde Strömberg en omdiskuterad filmning som Sverige fick en straff genom, vilket gav ledningsmålet när Sverige vann med 2-0. Men Sverige förlorade sedan returmötet i Prag 16 oktober 1985, och Sverige hade även förlorat kvalmatchen mot Portugal på Råsunda året innan. Just den Portugal-matchen var för övrigt den enda av de åtta VM-kvalmatcher som Strömberg inte spelade, när Sverige återigen missade ett världsmästerskap i fotboll.
Strömberg spelade sju av åtta EM-kvalmatcher, och det såg länge bra ut för Sverige. Men i kvalets avslutande två matcher blev det först en 0-1-förlust mot Portugal på Råsunda, som efterföljdes med en 1-2-förlust mot Italien i Neapel, som gjorde att Sverige även missade Europamästerskapet 1988.
Efter flera misslyckade VM och EM-kval kvalificerade sig Sverige till VM i Italien 1990. Strömberg och Robert Prytz inledde VM-kvalet mot England på Wembley samt mot Albanien i Tirana. Men inför den fjärde VM-kvalmatchen som var mot England på Råsunda 6 september 1989 blev Strömberg petad till förmån för Klas Ingesson i startelvan bredvid Jonas Thern på innermittfältet. I VM var Strömberg avbytare, men kom in i de två första gruppspelsmatcherna. Först mot Brasilien i den 73:e minuten. I den 75:e minuten kom Strömberg in mot Skottland, och tio minuter senare gjorde han reduceringen genom ett volleyskott. Han spelade sedan från start i den sista matchen mot Costa Rica 20 juni 1990.
Olle Nordin hade petat mittfältskollegan Prytz från landslaget sommaren 1989, och Nordin ville heller inte spela Strömberg som då var en tongivande spelare för Atalanta, som visserligen inte var en stor klubb, men Serie A var en av de bästa ligorna i världen. Men Nordin hade bestämt sig: han litade inte på Strömberg, trots att Sverige var ovana vid VM och erfarenhet saknades. 
Efter turneringen meddelade Strömberg att han slutade i landslaget, delvis på grund av för lite speltid under VM och skador. 

### Efter spelarkarriären
Strömberg har efter avslutad fotbollskarriär stannat kvar i norditalienska Bergamo (Atalantas hemstad). Han har där närmast hjältestatus efter sina gärningar i Atalanta och är kommentator i lokal-TV. I Sverige är Strömberg alltjämt ett aktat namn, och han medverkar emellanåt i Radiosporten där han ger sin syn på ligafotbollen i Italien. Mest uppmärksamhet får han dock som expertkommentator i Sveriges Television, en syssla han påbörjade i samband med England-EM 1996. Till en början arbetade Strömberg som bisittare åt Arne Hegerfors, men efter dennes flytt till Canal Plus främst åt Staffan Lindeborg och numera även Chris Härenstam. Som expertkommentator har Strömberg vunnit ett stort erkännande, bland annat visat genom att han vunnit flera omröstningar som "bäste expertkommentator". På senare år har han även medverkat i TV-reklam och har även kommit ut med en egen kokbok. Han har på senare år blivit expertkommentator hos Viasat, där han mest kommenterar den engelska högstaligan (Premier League) och den europeiska ligan Champions League. 
Våren 2015 lanserade KappAhl en klädkollektion i samarbete med Strömberg, numera ett designarbete med Gekås i Ullared, där ett flertal lanseringar av kläder gjorts. Utöver kläder hos Gekås har ett samarbete med skor hos Scorett inletts och även där pågått i flera år. Strömberg har också under sitt varumärke Strömberg Collection italiensk mat som man kan hitta på ett flertal matvarubutiker. Detta gäller även gelato (italiensk glass), i ett samarbete med Triumf Glass.
När han spelade för IFK Göteborg var det tre andra spelare som hette Glenn i förnamn – Glenn Schiller, Glenn Hysén och Glenn Holm. Som en skämtsam nidvisa började Hammarbyklacken skandera "Alla heter Glenn i Göteborg". Ramsan överlevde samtligas karriärer; den hördes till exempel på läktarna säsongen 2019 och har tagits upp av IFK Göteborgs egna fans.

## Meriter
- Guldbollen: 1985[23]
- Uefacupmästare: 1982[23]
- Svensk mästare: 1982[23]
- Svenska cupen: 1979, 1982
- Portugisisk mästare: 1983, 1984
- VM-turneringar: 1990
- Invald som nummer 67 i Svensk fotbolls Hall of Fame